# 阿波の踊子
『阿波の踊子』（あわのおどりこ）は、東宝映画京都撮影所製作、東宝映画配給、1941年（昭和16年）5月21日に公開された日本の長篇劇映画である。第二次世界大戦後、『劔雲鳴門しぶき』と改題・短縮で再公開されたフィルムが現存している。

## 略歴・概要
舞台である徳島県徳島市の助任川に架かる工兵橋（現徳住橋）付近を中心に、徳島中央公園、津田港、川内町宮島などで行われたとされる。ロケ期間は1941年4月16日からの9日間。それを受け、半世紀以上後の2006年3月に、徳住橋付近にある中徳島河畔緑地に映画の記念碑が建てられた。
1937年（昭和12年）に盧溝橋事件が起こり、支那事変（日中戦争）の影響で、この年から阿波おどりは徳島観光協会が自発的に取りやめていた。翌年、日中戦争に勝利し、阿波おどりが再開、本作『阿波の踊子』は再開のきっかけとなった。
1957年（昭和32年）、本作の監督であるマキノ正博は、東映で大友柳太朗の主演により『阿波おどり 鳴門の海賊』として、マキノ雅弘名義でセルフリメイクした。

## あらすじ
物語は徳島の民話・阿波十郎兵衛をアレンジしたもので、徳島藩の悪家老により無実の罪で処刑された十郎兵衛の敵を討つべく、阿波おどりの日に弟が徳島に帰ってくる。

## キャスト
- 長谷川一夫（帰って来た男）
- 黒川弥太郎（髭先生）
- 入江たか子（お市様）
- 高峰秀子（お光）
- 月田一郎（尺八先生）
- 清水金一（道八旦那）
- 鳥羽陽之助（目明し権蔵）
- 汐見洋（市野仁右ェ門）
- 清川荘司（十郎兵衛）
- 清川虹子（おきよ）
- 沢村貞子（おます）
- 横山運平
- 高堂国典
- 進藤英太郎（阿波屋徳兵衛）
- 沢井三郎
- 三田国夫
- 瀬川路三郎（広幡平左衛門）
- 冬木京三
- 永井柳筰
- 石川冷（でこ廻し）
- 小森敏（でこ廻し）
- 長島武夫